# رصدخانه اقلیم فضای ژرف
رصدخانه آب‌وهوای فضای ژرف (انگلیسی: Deep Space Climate Observatory) که به اختصار DSCOVR نامیده می‌شود، ماهواره آب‌وهوایی اداره ملی اقیانوسی و جوی (NOAA) است که توسط شرکت اسپیس‌اکس با استفاده از حامل پرتاب فالکن ۹ در ۱۱ فوریه ۲۰۱۵ از پایکاه فضایی کیپ کاناورال به فضا پرتاب شد.
طرح اولیه این پروژه توسط ناسا توسعه داده شده و طرح آن در سال ۱۹۹۸ توسط ال گور معاون رئیس‌جمهور ایالات متحده آمریکا جهت اهداف دیدبانی زمین پیشنهاد شد.